# Dominique Piazza
Pour les articles homonymes, voir Piazza.
 (janvier 2017).
Dominique Piazza (Marseille, 31 mai 1860 - Saint-Zacharie, 10 décembre 1941) est un entrepreneur. inventeur et mécène français.

## Biographie
Issu d'une famille d'origine sarde, fils d'un maçon devenu entrepreneur en construction à Marseille. Dominique Piazza devient d'abord commis en écriture chez Charles Fleury, importateur de raisins secs de Grèce et de Turquie auquel il succèdera. À la mort de son patron, il prend son jeune frère, Marius, comme associé (1897), mais ce dernier décède en 1899. Il s’associe alors avec Gilles Rizzi. Il élargit ses activités et devient négociant en céréales, qu'il importe principalement de Roumanie pour être transformées par les minoteries marseillaises.  
Habile homme d'affaires, il se fait alors mécène, gratifiant Marseille et la proche région d'équipements publics.  
Dominique Piazza fait aménager deux théâtres de verdure sur le modèle des théâtres antiques, le premier à Gémenos en 1920 au pied de la colline. Il achète ensuite à Marseille dans le vallon de la Fausse-Monnaie le terrain escarpé sur lequel sera construit en 1923 le théâtre Silvain. Ses qualités acoustiques naturelles avaient été remarquées par ses amis de la Comédie Française, Eugène et Louise Silvain. 
Très attaché à sa région et amateur de photographie, il participe également à la création des Excursionnistes marseillais, et de l'association Prouvenço.  
En 1891, son ami d'enfance, Antonin Billaud, exilé en Argentine lui ayant demandé par nostalgie des photos de Marseille, il fait exécuter des tirages, mais les envois sont onéreux. C'est pourquoi, il a l'idée d'imprimer ses photographies sur le recto de cartes postales et de les commercialiser. Le succès de la carte postale photographique est immédiat et perdure.